# I’ve Got a Feeling
Az I've Got a Feeling a The Beatles angol rockegyüttes dala az 1970-es Let It Be című albumukról. 1969. január 30-án rögzítették a Beatles tetőtéri koncertjén. A mű két befejezetlen dal vegyítése: Paul
McCartney I've Got a Feeling-je és John Lennon Everybody Had a Hard Year című száma. A dalban Billy Preston elektromos zongorán játszik.
A dal stúdiófelvétele, amelyet körülbelül egy héttel korábban rögzítettek, az 1996-os Anthology 3 válogatásalbumon is megtalálható. A 2003-as Let It Be... Naked remixalbum tartalmazza a dal egy olyan verzióját, amely a tetőtéri koncert felvételének összeszerkesztése: az első, amelyet használtak a végleges albumhoz és egy második próbálkozás a dallal ugyanarról a koncertfelvételről.
Lennon énekhangját Peter Jackson a The Beatles: Get Back című dokumentumfilmjének készítése közben elszigetlete, így amikor Paul McCartney élőben adta elő a dalt a 2022-es Got Back turnéján akkor Lennon hangsávja volt a digitális partnere.

## A dal szerkezete
Lennon dala egy litánia volt, ahol minden sor az „everybody” szóval kezdődött. A dalt korábban kétszer is felvette Lennon, a Let It Be ülések előtt. Az első alkalom 1968 decemberének elején történt, Lennon kenwoodi birtokán, egy hordozható kazettán rögzítette a demófelvételt. Ehhez a változathoz az eredeti szöveg "Everyone had a hard year" volt a későbbi "Everybody" helyett. Később, 1968 decemberében, amikor a dalszöveget „everybody”-ra változtatta, Lennon-t a kenwood hátsó kertjében rögzítették, amint előadja a dalt. Ezt a felvételt a Rape: Film No. 6 című Yoko Ono művészfilmben használták fel, amelyet 1969. március 31-én sugárzott az osztrák televízió.

## Közreműködött
Ian MacDonald szerint:
The Beatles
- Paul McCartney – basszusgitár, ének
- John Lennon – ritmusgitár, ének
- George Harrison – szólógitár
- Ringo Starr – dob

További zenészek
- Billy Preston – Fender Rhodes zongora

## Fordítás
Ez a szócikk részben vagy egészben  az   I've Got a Feeling című angol Wikipédia-szócikk fordításán alapul.  Az eredeti cikk szerkesztőit annak laptörténete sorolja fel. Ez a jelzés csupán a megfogalmazás eredetét és a szerzői jogokat jelzi, nem szolgál a cikkben szereplő információk forrásmegjelöléseként.

### Angol nyelvű
Lewisohn, Mark: The Complete Beatles Recording Sessions. New York: Harmony Book, 1988. ISBN 0-517-57066-1

### Magyar nyelvű
- Bánosi György – Tihanyi Ernő: Beatles zenei kalauz. Az együttzenélés és a szólóévek. 1958–1999. Budapest: Anno Kiadó, 1999. ISBN 963-853-895-3
- Ian Macdonald: A fejek forradalma. A Beatles és a hatvanas évek. (ford. Révbíró Tibor) Budapest: Helikon Kiadó, 2015. ISBN 978-963-227-468-3
- Marsi József: Beatles Kódex – A Beatles együttes teljes életművének enciklopédiája. (bővített kiadás) Budapest: Könyvműhely, 2022. ISBN 978-615-01-5036-9

## Külső hivatkozások
Allan W. Pollack megjegyzései az I've Got a Feeling